# Liubov Sóbol
Liubov Eduárdovna Sóbol (Lobnya, 13 de septiembre de 1987) ( ruso : Любо́вь Эдуа́рдовна Со́боль; nee Fedeniova ( ruso : Феденёва)  es una abogada, política y activista rusa, miembro de la Fundación Anticorrupción. Perteneció al Consejo de Coordinación de Oposición de Rusia. (2012-2013).
En 2011-2012, participó en diversas formas de actividades político-civiles, en manifestaciones de oposición, del movimiento voluntario en Astracán y asistencia en Krymsk, siendo observadora en varios niveles de elecciones. Desde marzo de 2011, es abogada del Proyecto RosPil creado por Alekséi Navalny para combatir la corrupción en el área de gasto presupuestario.
La revista Forbes consideró a Liubov Sóbol como el séptimo personaje principal de 2011 que pocas personas conocen a simple vista. El 22 de octubre de 2012, fue elegida en la lista civil para el Consejo de Coordinación de Oposición de Rusia, recibiendo 25.270 votos en la lista civil y ocupando el decimoquinto lugar, por delante de políticos tan famosos como Borís Nemtsov y Serguéi Udaltsov . 
En marzo de 2016, anunció su intención de presentarse a las elecciones a la Duma en el otoño boreal de 2016 en el distrito mayoritario del Distrito Administrativo Central de Moscú. El 24 de mayo, retiró su candidatura.
El 19 de mayo de 2018, se convirtió en miembro del Comité Central del partido político de Alekséi Navalny Rusia del Futuro (hasta 2018, el Partido del Progreso). 
En 2019, nuevamente participó en la campaña para la elección de la Duma de la Ciudad de Moscú.
En julio de 2019, realizó una huelga de hambre para exigir la admisión de su candidatura para las elecciones locales de Moscú del 9 de septiembre.